# Ichinomiya (Aichi)
Ichinomiya (一宮市 Ichinomiya-shi?) es una ciudad localizada al noroeste de la prefectura de Aichi, Japón; fronteriza con la prefectura de Gifu. La ciudad es llamada también Owari-Ichinomiya para evitar la confusión con el antiguo pueblo de Ichinomiya (que ahora forma parte de la ciudad de Toyokawa). La ciudad fue una vez parte del extinto distrito de Nakashima hasta el 1 de septiembre de 1921 cuando se separó y se fundó la actual ciudad de Ichinomiya.
El nombre Ichinomiya significa literalmente "el primer templo", en el caso de esta ciudad, es el Templo Masumida de la antigua provincia de Owari.
En 2002 se convirtió en una ciudad especial y el 1 de abril de 2005, la ciudad absorbió la ciudad de Bisai y el pueblo de Kisogawa del distrito de Haguri, y la convirtió en la cuarta ciudad más grande de la prefectura, sólo detrás de Nagoya, Toyota y Toyohashi. La ciudad está programada a convertirse en una ciudad- núcleo en el futuro.